# 向坂兌
向坂 兌（さぎさか なおし、嘉永6年4月27日（1853年6月3日） - 明治14年（1881年）6月14日）は明治時代のイギリス留学生。佐野藩貢進生として大学南校に学び、開成学校より文部省留学生に抜擢された。ロンドンミドル・テンプルに学んで法廷弁護士となり、西欧を歴遊して研鑽を積んだが、肺病のため帰国後間もなく死去した。

## 経歴
嘉永6年（1853年）4月27日、出羽国上山藩士五十嵐道歖の三男として生まれた。館林藩士林成昌養子となった後、慶應2年（1866年）3月19日下野国佐野藩士向坂弘孝養子となり、藩校観光館に学んだ。
明治3年（1870年）冬東京に上り、佐野藩貢進生として大学南校英学部に入学し、明治7年（1874年）9月開成学校法学本科に進んだ。
明治9年（1876年）6月、第二回文部省留学生に抜擢され、サンフランシスコ経由でロンドンに留学し、岡村輝彦、穂積陳重と共にミドル・テンプル法曹院に入学した。明治12年（1879年）6月9日穂積と共に卒業試験に合格し、6月25日法廷弁護士となったが、これは日本人として星亨、長岡護美に次いで3番目だった。オックスフォード巡回区で巡回裁判所裁判官を勤め、スタッフォードでの裁判では弁護士の業務も要請されたが、視察目的として断った。
ブリュッセル自由大学に移り、ドイツで村田保と会い、イタリアで万国刑法会議に出席し、デンマーク、スウェーデンを歴遊した。その後、パリに滞在して裁判所、刑務所を視察し、明治14年（1881年）5月帰国したが、肺病のため、6月14日に死去した。墓所は原宿村龍巌寺、法名は十洲松嶼居士。

## 著作
- 「刑罰論」『講学余談』第2号、明治9年4月

## 親族
実父は羽前国上山藩士五十嵐柔兵衛道歖、祖父は上山藩儒五十嵐于拙。
養父向坂善左衛門弘孝は佐野藩物頭、後郡奉行として三国峠で幕府軍と戦い、明治17年（1884年）6月8日没。養母恵（えい）は館林藩士根岸弥源治娘で、明治38年（1905年）9月10日館林町で没。
姉升は兌と同時に林成昌養女となった後、安政4年（1857年）2月30日館林藩下家老勝沼精之允信紀に嫁ぐが、精之允は幕府方に就いて自害し、帰郷して上山小学校女子部主幹となった。孫に医学者勝沼精蔵がいる。
兌の死後、向坂家は叔父誠の次男武が継いだ。